# Lake Crescent
Lake Crescent ist ein See im Clallam County im US-Bundesstaat Washington. Er hieß ursprünglich Lake Everett. Lake Crescent ist ein beliebtes Naherholungsziel im Olympic National Park. Mit einer maximalen Wassertiefe von 190 m ist er einer der tiefsten Seen in Washington. Der See entwässert über den Lyre River in die Juan-de-Fuca-Straße. In der Nähe liegt die Siedlung Piedmont.
Lake Crescent ist von zahlreichen Wanderwegen umgeben, zu denen auch der Spruce Railroad Trail gehört. Dieser folgt der Trasse einer ehemaligen Eisenbahnlinie und man kann auch die Einfahrt in einen Tunnel sehen, den die Bahn durchfuhr. Der Wanderweg führt jedoch außenherum.

## Entstehung
Der See entstand, als während der letzten Eiszeit Gletscher tiefe Täler aus dem Gestein kratzten. Dadurch sieht der Lake Crescent einem Fjord sehr ähnlich und erreicht eine große Tiefe. Manche Geologen vermuten, dass Lake Crescent und der nahe gelegene Lake Sutherland ursprünglich derselbe See waren, der später durch einen Erdrutsch getrennt wurde.

## Ökosystem
Der Lake Crescent hat kristallklares blaues Wasser von beeindruckender Klarheit. Dies ist durch den Mangel an Stickstoff bedingt, wodurch das Wachstum von Algen verhindert wird.
Im See existieren drei endemische Fischarten, Oncorhynchus mykiss irideus, Crescent-Cutthroatforelle und eine Felchenart.